# Pierre Bérégovoy

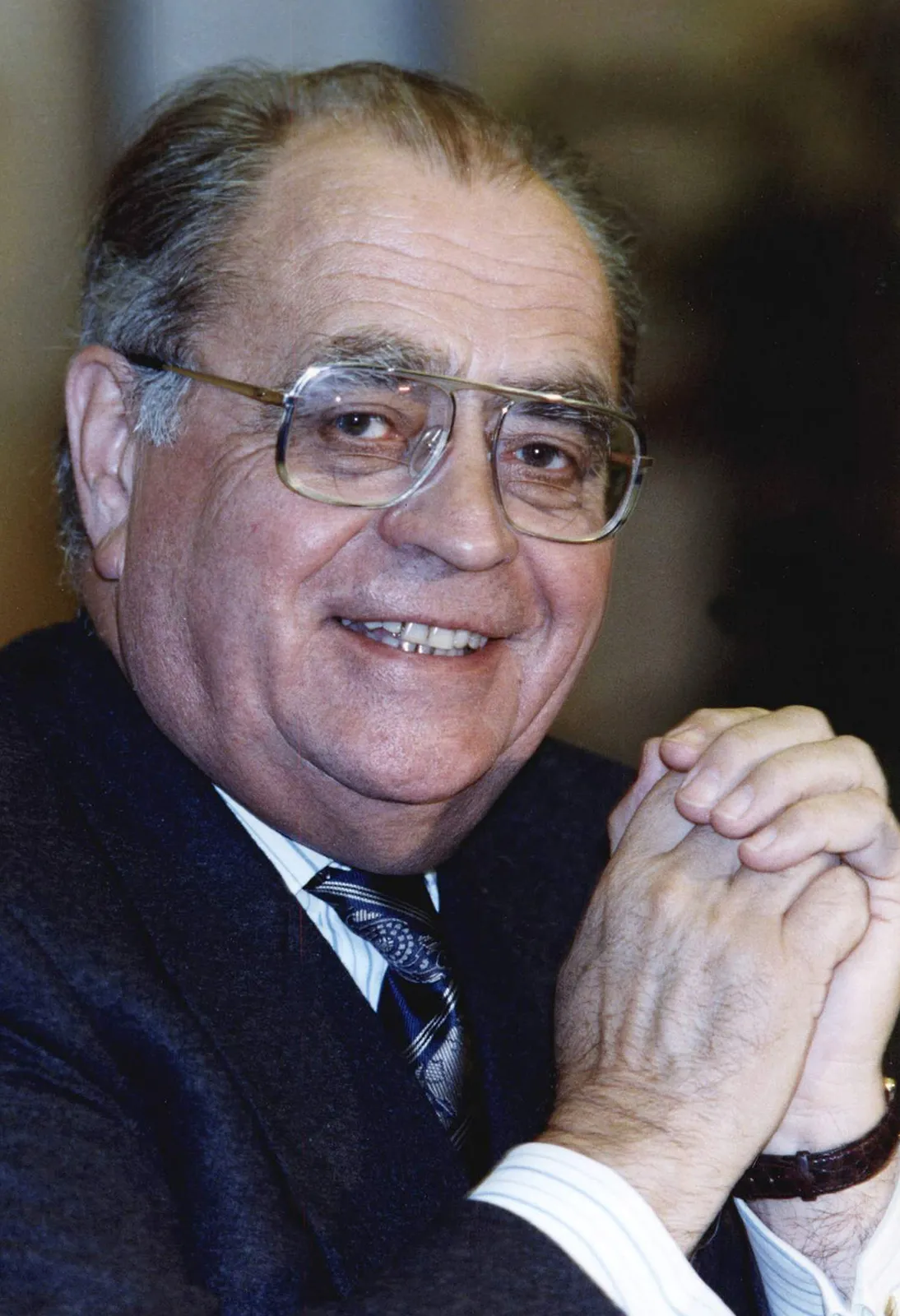
Pierre Bérégovoy

Pierre Bérégovoy (* 23. Dezember 1925 in Déville-lès-Rouen; † 1. Mai 1993 in Nevers) war ein französischer Politiker der Parti socialiste (PS). 
Unter Präsident Mitterrand wurde er Mitte 1982 Minister für soziale Sicherheit und nationale Solidarität im Kabinett Mauroy, im Juli 1984 Wirtschafts- und Finanzminister (Ministre de l’Economie, des Finances et du Budget) im Kabinett Fabius und schließlich am 2. April 1992 Premierminister. Dies war er bis zum 29. März 1993. 
Daneben bekleidete er verschiedene andere Ämter, u. a. war er Bürgermeister von Nevers.
Er wurde am 1. Mai 1993 erschossen aufgefunden. Offenbar starb er durch Suizid.

## Ausbildung
Er stammte aus einer ukrainischen Familie (Familienname Береговий), die während des Russischen Bürgerkriegs aus Russland nach Frankreich emigrierte. Nach dem Volksschulabschluss im Jahre 1937 erhielt er 1941 nach Verlassen des Gymnasiums ein Brevet élémentaire industriel, ein Berufsbefähigungszeugnis (französisch certificat d'aptitude professionnelle) als Monteur und für Industrie-Design.

## Berufliche Laufbahn
1942 bestand er seine Aufnahmeprüfung bei der staatlichen Eisenbahngesellschaft SNCF. 1944 nahm er an der Befreiung der Außenbezirke Rouens teil. 1949 wurde er in das Kabinett Christian Pineau (Minister für Öffentliche Arbeiten und Transportwesen der Regierung Queuille) als Beauftragter für das Verhältnis zu den Gewerkschaften aufgenommen. 1950 wurde er Technischer Betriebswirt bei Gaz de France (GdF) in Rouen; in dieser Funktion wurde er 1957 nach Paris versetzt. 1972 wurde er Beauftragter bei GdF. 1978 legte er seine Arbeit als stellvertretender Direktor der GdF nieder.

## Politisches Engagement
1944 trat er der SFIO bei und gründete eine gewerkschaftliche Sektion der Force ouvrière. 1949 übernahm er die Leitung der sozialistisch geprägten Wochenzeitung La République de Normandie. Nachdem er 1958 aus der SFIO austrat, gründete er die Parti socialiste unifié (PSU) mit, in der er ab 1960 verantwortlicher Mitarbeiter von Pierre Mendès France für soziale Fragen war. Aus dieser Partei trat er 1967 wieder aus, daraufhin beteiligte er sich an politischen Clubs unter der Leitung von Alain Savary. 1969 trat er in die neu gegründete Sozialistische Partei beim Parteitag in Alfortville ein. 1971 nahm er am Parteitag in Épinay, der sich den Verhandlungen zur Unterzeichnung eines gemeinsamen Parteiprogramms anschloss, teil. Er unterstützte 1974 François Mitterrand im Wahlkampf für die Präsidentschaftswahl 1974 (die Mitterrand knapp gegen Giscard d’Estaing verlor) und führte 1977 die Verhandlungen mit der Kommunistischen Partei Frankreichs über ein gemeinsames Regierungsprogramm.

## Politische Ämter
- 1981–1982 Generalsekretär des Élysée-Palastes (ranghöchster Beamter) unter Staatspräsident François Mitterrand
- 1982–1984 Minister für soziale Sicherheit und nationale Solidarität in der Regierung Pierre Mauroy
- 1984–1986 Finanz- und Wirtschaftsminister in der Regierung Laurent Fabius
- 1988–1991 Staatsminister im Finanzministerium der Regierung Michel Rocard
- 1991–1992 Staatsminister im Ministerium für Wirtschaft, Finanzen und Außenhandel der Regierung Édith Cresson
- 1992–1993 Premierminister
- 1993 (kommissarisch ab dem 9. März) Verteidigungsminister

## Mandate
- 1983–1988 Bürgermeister von Nevers
- 1986–1988 Abgeordneter für das Département Nièvre
- 1993–1993 Beigeordneter Bürgermeister von Nevers

## Als Premierminister
Präsident Mitterrand hatte von der Premierministerin Edith Cresson bzw. ihrer Regierung – im Amt seit dem 15. Mai 1991 – den Rücktritt verlangt; dieser erfolgte am 2. April 1992. 
Mitterrand ernannte am gleichen Tag Bérégovoy zum Premierminister. Die Regierung Bérégovoy trat am 29. März 1993 zurück, nachdem die PS bei der Parlamentswahl in Frankreich 1993 (21. und 28. März 1993) enttäuschend abgeschnitten hatte.

## Tod
Bérégovoy starb am 1. Mai 1993. Eine Stunde nachdem er in Nevers mit einer Kugel im Kopf und im Koma liegend gefunden wurde, überführte man ihn per Hubschrauber nach Paris. Laut Untersuchungsbericht der Polizei beging er Suizid. Sein Leibwächter sagte aus, er habe zuvor seine Dienstwaffe in das Handschuhfach des Dienstwagens gelegt und Bérégovoy habe diese entwendet. 
Seinem Umfeld war aufgefallen, dass Bérégovoy depressive Zustände hatte. Die Kritik am Kauf einer Wohnung im XVI. Arrondissement in Paris, für den ihm Roger-Patrice Pelat aus Gefälligkeit einen zinslosen Kredit gewährt hatte, setzte ihm vermutlich zu. Mehrere ihm nahestehende Personen erklärten, sie hielten einen Suizid für schlüssig. Seine Ehefrau äußerte Zweifel, weil er seinen Angehörigen keinen Abschiedsbrief hinterließ. Mitterrand (1916–1996) nannte ihn einen getreuen Gefolgsmann.

## Auszeichnungen
- 1982: Großes Silbernes Ehrenzeichen am Bande für Verdienste um die Republik Österreich[1]
- 1983: Großoffizier des Ordens des Infanten Dom Henrique[2]